# Andreas Röpcke
Andreas Röpcke (* 19. April 1946 in Eutin) ist ein deutscher Historiker und Archivar. Er lebt und arbeitet in Schwerin.

## Leben
Röpcke studierte von 1965 bis 1971 an der Christian-Albrechts-Universität zu Kiel, der Ludwig-Maximilians-Universität München, der University of Edinburgh und der Ruprecht-Karls-Universität Heidelberg Anglistik und Geschichte. Mit einer Doktorarbeit bei Ahasver von Brandt wurde er 1974 in Heidelberg zum Dr. phil. promoviert.
Danach war er zwanzig Jahre Archivar am Staatsarchiv Bremen. 1994 wurde er Direktor des Landeshauptarchivs Schwerin. 1995 wurde er in die Historische Kommission für Mecklenburg berufen, deren Vorsitzender er von 2002 bis 2011 war. Seit 2000 ist er Herausgeber der Mecklenburgischen Jahrbücher. 2003 übernahm er den Vorsitz des Vereins für mecklenburgische Geschichte und Altertumskunde e.V, den er im April 2018 an Bernd Kasten übergab.
Ab 2006 war er Leiter der Abteilung Landesarchiv im Landesamt für Kultur und Denkmalpflege Mecklenburg-Vorpommern. 2011 trat er in den Ruhestand.
Seine Arbeitsschwerpunkte sind landesgeschichtliche Themen, Kirchengeschichte, Sphragistik und Archivgeschichte.

## Publikationen
- Das Eutiner Kollegiatstift im Mittelalter 1309–1535 (= Quellen und Forschungen zur Geschichte Schleswig-Holsteins, Bd. 71), Neumünster 1977.
- (mit Adolf E. Hofmeister:) Seehausen und Hasenbüren im Mittelalter. Bauer und Herrschaft im Bremer Vieland. Mit einer Quellensammlung. (= Veröffentlichungen aus dem Staatsarchiv der Freien Hansestadt Bremen, Bd. 54). Staatsarchiv Bremen, Bremen 1987, ISBN 978-3-925729-11-9.

## Festschrift
- Bernd Kasten, Matthias Manke und Johann Peter Wurm (Hrsg.): Leder ist Brot. Beiträge zur norddeutschen Landes- und Archivgeschichte. Festschrift für Andreas Röpcke. Schwerin – Thomas Helms Verlag 2011 (mit Schriftenverzeichnis Andreas Röpcke S. 485–491).